# Rundfunkjahr 1925
Liste der Rundfunkjahre

◄ | 1921 | 1922 | 1923 | 1924 | Rundfunkjahr 1925 | 1926 | 1927 | 1928 | 1929 | ► | ►►

Weitere Ereignisse

## Ereignisse

### Amateurfunk
- 18. April: Die International Amateur Radio Union (IARU), die internationale Vereinigung von nationalen Amateurfunkverbänden, wird gegründet. Der 18. April wird inzwischen alljährlich als World Amateur Radio Day begangen.
- 28. Juli: Durch Zusammenschluss des Deutschen Funkkartells mit dem Funktechnischen Verein entsteht der Deutsche Funktechnische Verband der Funkamateure.

### Hörfunk
- In Japan wird die erste Hörfunksendung ausgestrahlt.
- 1. Januar: In Schweden sendet AB Radiotjänst (der Vorgänger von Sveriges Radio) sein erstes Programm.
- 4. Februar: Der deutsche Humorist Weiß Ferdl hat seinen ersten Auftritt im Rundfunk.
- 4. März: In den USA wird zum ersten Mal die Amtseinführung eines Präsidenten (Calvin Coolidge) im Radio übertragen.

Signet der Reichs-Rundfunk-Gesellschaft (1926)

- 15. Mai: In Berlin wird die Reichs-Rundfunk-Gesellschaft als Dachorganisation der regionalen Rundfunkgesellschaften gegründet.
- 23. Mai: Mit Radio Tiflis geht der erste Hörfunksender Georgiens in Betrieb.
- 18. August: Nach einer ersten Probesendung am 1. Februar wird der polnische Rundfunk Polskie Radio gegründet.
- 24. August: Die Nordische Rundfunk AG (NORAG) sendet als erster deutscher Sender das Hörspiel Gefahr des britischen Autors Richard Hughes, welches als erstes Original-Hörspiel in Europa gilt. Die Sprecher waren Paul Ellmar, Edith Scholz und Karl Pündter.
- 25. September: Der Berliner Funkturm nimmt auf der Mittelwellenfrequenz 520,8 kHz seinen Sendebetrieb auf.
- 1. November: Erste Live-Übertragung eines Fußballspiels im deutschen Rundfunk. Es war das Spiel Preußen Münster gegen Arminia Bielefeld. Am Mikrofon der Sportreporter Bernhard Ernst.[1]
- 15. November: Der während des Zweiten Weltkriegs zur Propaganda genutzte Sender Gleiwitz wird in Betrieb genommen.
- 1. Dezember: Die erste Radiosendung in Ungarn wird ausgestrahlt (siehe Magyar Rádió).

## Geboren
- 12. Februar – Siegfried Rabe, deutscher Dialog- und Synchronautor wird in Berlin geboren († 2013).
- 15. Februar – Harald Vock, deutscher Regisseur und Autor wird in Hamburg geboren († 1998).
- 31. März – Heinz Grote, deutscher Fernsehjournalist (Chefredakteur Aktuelle Kamera) wird in Bückeburg geboren († 2023).
- 2. April – Hans Rosenthal, deutscher Entertainer und Moderator wird in Berlin geboren († 1987).
- 28. April – Otto Šimánek, tschechischer Schauspieler wird in Triesch geboren († 1992).
- 6. Mai – Manfred Lichtenfeld, deutscher Synchronsprecher (Statler in der Muppet Show) wird in Kiel geboren († 1997).
- 6. Mai – Hanns Dieter Hüsch, deutscher Kabarettist, Autor und Hörfunkmoderator (Hanns Dieter Hüschs Gesellschaftsabend, 1973–2001 auf SR) wird in Moers geboren († 2005).
- 14. Mai: Tatjana Iwanow, deutsche Schauspielerin und Sängerin wird in Berlin geboren. († 1979)
- 30. Juli: Peter Neuhof, deutscher Hörfunk- und Zeitungsjournalist wird in Berlin geboren.
- 8. September – Peter Sellers, britischer Filmschauspieler und Komiker wird in Southsea, Hampshire geboren. († 1980)
- 10. Oktober – Ida Weiss, österreichische Hörfunkmoderatorin wird in Bleiburg geboren († 2009).
- 13. Oktober – Lenny Bruce, US-amerikanischer Stand-up-comedian wird auf Long Island geboren. († 1966)
- 23. Oktober – Johnny Carson, US-amerikanischer TV-Entertainer (The Tonight Show, 1962–1992) wird in Corning (Iowa) geboren († 2005).
- 12. November – Heinz Schubert, deutscher Schauspieler (Ein Herz und eine Seele) wird in Berlin geboren. († 1999)
- 17. November – Rock Hudson, US-amerikanischer Schauspieler (Der Denver-Clan) wird als Roy Harold Scherer jr. in Winnetka (Illinois) geboren († 1985).
- 18. November – Gerd Bacher, österreichischer Journalist und langjähriger Generalintendant des ORF wird in Salzburg geboren († 2015).
- 29. Dezember – Heinz Burghart, Chefredakteur des Bayerischen Fernsehens wird in Fürth geboren († 2009).